# Roland Methling

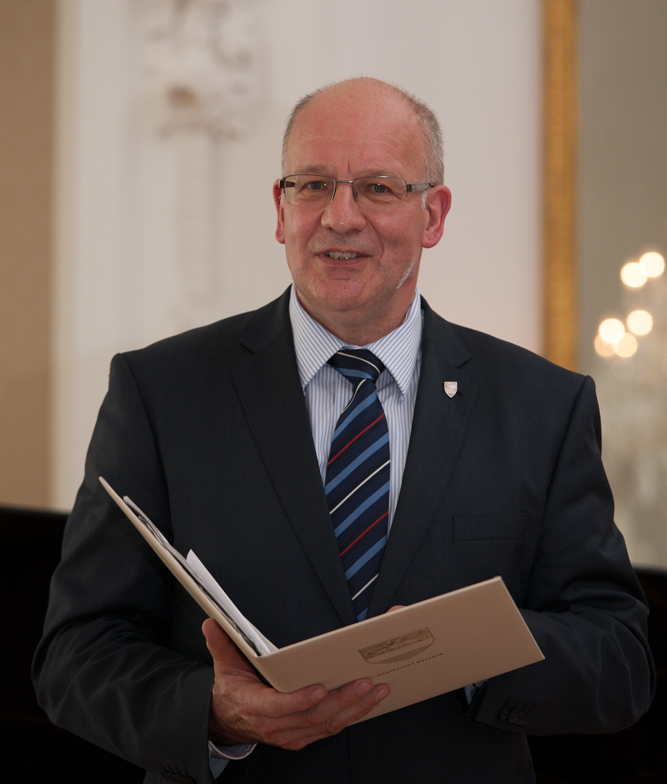
Roland Methling (2013)

Roland Methling (* 9. März 1954 in Tessin, Kreis Rostock-Land) ist ein deutscher Kommunalpolitiker. Von 2005 bis 2019 war er Oberbürgermeister von Rostock. Methling gehört seit 2009 zum Wählerbündnis „Unabhängige Bürger Für Rostock“.

## Leben
Nach dem Abschluss der Erweiterten Goethe-Oberschule in Schwerin nahm er 1972 an der Universität Rostock ein Studium der Technischen Kybernetik und Automatisierungstechnik auf, das er als Diplomingenieur abschloss. Ab 1978 arbeitete er in verschiedenen Aufgabenbereichen im Rostocker Überseehafen. 1990 wechselte er in die Verwaltung der Hansestadt und wurde hauptamtlicher Organisator des internationalen Segelschifftreffens Hanse Sail. 1995 organisierte er das 777. Jubiläum Rostocks und 1999 die Feiern zum Jahrtausendwechsel.
Methling ist verheiratet und hat drei Kinder.

## Politik
Methling war bis 1989 Mitglied der SED.
Am 27. Februar 2005 wurde Methling bei der Wahl des Oberbürgermeisters bereits im ersten Wahlgang mit 58,2 % der Stimmen gewählt. Die Vereidigung zum Oberbürgermeister der Hansestadt Rostock fand am 6. April 2005 statt. Er löste den SPD-Politiker Arno Pöker im Amt ab, der zurückgetreten war. Grund für Pökers Rücktritt waren Vorwürfe, nachdem bei der unter Pöker 2003 organisierten Internationalen Gartenbauausstellung IGA in Rostock trotz guter Besucherzahlen neben 44 Millionen Euro geplanter Ausgaben zusätzlich weitere 18 Millionen Euro Defizit zu Lasten der Stadt angefallen waren und auch das Nachnutzungskonzepts des IGA-Geländes an der Warnow nicht aufging. Auch deswegen stand die Stadt Rostock zum Amtsantritt Methlings vor der Zahlungsunfähigkeit. Das Haushaltsjahr 2005 sah eine Neuverschuldung von weiteren 50 Millionen Euro vor. In den ersten fünf Amtsjahren von Methling reduzierte sich dieses strukturelle Defizit im städtischen Haushalt langsam. Im Haushaltsjahr 2010 hat die Stadt Rostock einen ausgeglichenen Haushalt. Um die überwiegend in der Amtszeit von Methlings Vorgängern aufgelaufenen Schulden in Höhe von derzeit rund 200 Millionen Euro zu tilgen, ist der Verkauf von städtischem Eigentum im Gespräch, in der Rostocker Bürgerschaft, dem Stadtparlament, aber umstritten.
2008 geriet Methling in die Schlagzeilen, als er den Intendanten des Rostocker Volkstheaters Steffen Piontek fristlos kündigte. Piontek soll während der bereits laufenden Aufhebungsgespräche eigenmächtig Verträge mit leitenden Mitarbeitern verlängert haben, darunter auch den seiner am Theater beschäftigten Ehefrau. Die Entscheidung Methlings wurde durch den Hauptausschuss der Bürgerschaft am 26. August 2008 bestätigt.
Am 5. Februar 2012 wurde Methling mit 53,8 % bei einer Wahlbeteiligung von 37 % erneut im ersten Wahlgang zum Rostocker Oberbürgermeister gewählt.
Zur Oberbürgermeisterwahl 2019 konnte Methling aufgrund einer Altersschranke nicht erneut antreten. Er kandidierte allerdings für die Rostocker Bürgerschaft, wurde auch gewählt, trat sein Mandat allerdings nicht an.